# Bence Tuzson
Bence Tuzson (ur. 31 stycznia 1972 w Budapeszcie) – węgierski polityk i prawnik, poseł do Zgromadzenia Narodowego, od 2023 minister sprawiedliwości.

## Życiorys
W 1994 ukończył historię na Katolickim Uniwersytecie Pétera Pázmánya, a w 1999 prawo na Uniwersytecie Loránda Eötvösa. W 2003 zdał egzamin zawodowy, do 2014 praktykował w zawodzie prawnika. Od 1989 działał w Węgierskim Forum Demokratycznym, a następnie w partii MDNP. Później dołączył do Fideszu, był też członkiem jego organizacji młodzieżowej Fidelitas. W latach 1998–2006 działał w samorządzie dzielnicy Hegyvidék.
W 2014 po raz pierwszy uzyskał mandat posła do Zgromadzenia Narodowego, po czym objął funkcję rzecznika frakcji swojego ugrupowania. Z powodzeniem ubiegał się o reelekcję w wyborach w 2018 i 2022.
W 2015 mianowany sekretarzem stanu do spraw komunikacji w biurze premiera. Od 2018 był sekretarzem stanu do spraw służby publicznej w kancelarii premiera, a od 2020 sekretarzem stanu do spraw ogólnych w biurze premiera. W lipcu 2023 prezydent Katalin Novák powołała go na urząd ministra sprawiedliwości w piątym rządzie Viktora Orbána (od sierpnia 2023).